# Tills döden skiljer oss åt (1999, Sverige)
Tills döden skiljer oss åt, svensk film från 1999.

## Om filmen
Filmen är inspelad sommaren 1999 i Bromma kyrka.

## Rollista (urval)
- Anna Lundström - bruden
- Annika Ryberg-Whittembury - brudens väninna

## Musik i filmen
- En midsommarnattsdröm. Bröllopsmarsch, musik Felix Mendelssohn-Bartholdy, instrumental